# FK Voska Sport
FK Voska Sport (mac. ФК Воска Спорт) – północnomacedoński klub piłkarski, mający siedzibę w mieście Ochryda, w południowo-zachodniej części kraju, grający od sezonu 2023/24 w rozgrywkach Prwa makedonska fudbałska liga.

## Historia
Chronologia nazw:
- 2019: FK Voska Sport (mac. ФК Воска Спорт)

Klub piłkarski Voska Sport został założony w Ochrydzie w 2019 roku jako zespół reprezentujący miejską dzielnicę o nazwie Voska. W sezonie 2019/20 zespół startował w rozgrywkach Opsztinskiej ligi Ohrid (D4). Z powodu pandemii COVID-19 po 9.kolejce sezon został zatrzymany, a na czas przerwania zajmował pierwsze miejsce. W następnym sezonie 2020/21 klub zakwalifikował się do Trzeciej ligi, wygrywając grupę południowo-zachodnią, co zapewniło miejsce w Drugiej lidze. Sezon 2021/22 zakończył na drugiej pozycji w grupie zachodniej. W sezonie 2022/23 zespół zdobył mistrzostwo drugiej ligi i wywalczył historyczny awans do Pierwszej ligi.

## Barwy klubowe, strój, herb, hymn
|  |  |

Klub ma barwy biało-niebieskie. Zawodnicy domowe spotkania zazwyczaj grają w białych koszulkach, białych spodenkach oraz białych getrach.

## Sukcesy

### Trofea międzynarodowe
Nie uczestniczył w rozgrywkach europejskich (stan na 31-05-2023).

### Trofea krajowe
| \| \| Zdobyte trofea w rozgrywkach Macedonii Północnej (stan na: 30-05-2025) \| |                                                                        |      |                  |
| Rozgrywki                                                                       | Osiągnięcie                                                            | Razy | Sezon(y)         |
| Mistrzostwo                                                                     | I miejsce                                                              | 0    |                  |
| Mistrzostwo                                                                     | II miejsce                                                             | 0    |                  |
| Mistrzostwo                                                                     | III miejsce                                                            | 0    |                  |
| Mistrzostwo                                                                     | 9. miejsce                                                             | 1    | 2023/24          |
| Puchar                                                                          | zdobywca                                                               | 0    |                  |
| Puchar                                                                          | finalista                                                              | 1    | 2023/24          |
| Puchar                                                                          | 1/8 finału                                                             | 2    | 2022/23, 2024/25 |
| II liga                                                                         | I miejsce                                                              | 1    | 2022/23          |
| II liga                                                                         | II miejsce                                                             | 1    | 2021/22 (Zapad)  |
| II liga                                                                         | III miejsce                                                            | 0    |                  |
| Macedonia Północna                                                              | Zdobyte trofea w rozgrywkach Macedonii Północnej (stan na: 30-05-2025) |      |                  |

- Treta liga Jugozapad (D3):
  - mistrz (1x): 2020/21

## Poszczególne sezony

### Rozgrywki międzynarodowe

#### Europejskie puchary
Nie uczestniczył w rozgrywkach europejskich.

### Rozgrywki krajowe
| \| Macedonia Północna \| Bilans występów klubu w rozgrywkach piłkarskich Macedonii Północnej (Stan na 31 maja 2023 r.) \| \| |                                                                                               |        |       |   |   |   |    |    |     |            |        |        |      |
| Poziom | Rozgrywki                                                                                     | Sezony | Mecze | Z | R | P | B+ | B– | Pkt | Lata       | Awanse | Spadki | Naj. |
| I | Prva liga                                                                                     | 1      |       |   |   |   |    |    |     | od 2023    | 0      | 0      | ?    |
| II | Vtora liga                                                                                    | 2      |       |   |   |   |    |    |     | 2021–2023  | 1      | 0      | 1    |
| III | Treta liga                                                                                    | 1      |       |   |   |   |    |    |     | 2020/21    | 1      | 0      | 1    |
| | Puchar Macedonii Północnej                                                                    | 2      |       |   |   |   |    |    |     | od 2021/22 | 0      | 0      | 1/8  |
| Macedonia Północna | Bilans występów klubu w rozgrywkach piłkarskich Macedonii Północnej (Stan na 31 maja 2023 r.) |        |       |   |   |   |    |    |     |            |        |        |      |

## Piłkarze, trenerzy, prezydenci i właściciele klubu

### Piłkarze

#### Aktualny skład zespołu
Stan na1 października 2023
| Nr | Poz. | Piłkarz                |
| -- | ---- | ---------------------- |
| 1  | BR   | Burhan Mustafa         |
| 3  | OB   | Agon Hani              |
| 4  | NA   | Filip Todoroski        |
| 5  | OB   | Stojan Stojczewski     |
| 6  | PO   | Jovan Nikolić          |
| 7  | NA   | Boban Georgiew         |
| 8  | PO   | Xhemail Jahiji         |
| 9  | NA   | Aleksa Marušić         |
| 10 | PO   | Besar Iseni            |
| 11 | NA   | Ousman Marong          |
| 12 | BR   | Hadis Velii            |
| 14 | PO   | Ałeksandar Gjorgjieski |

| Nr | Poz. | Piłkarz            |
| -- | ---- | ------------------ |
| 17 | NA   | Alban Shabani      |
| 19 | OB   | Nikoła Stjepović   |
| 20 | PO   | Nikołcze Szarkoski |
| 24 | OB   | Ljupczo Trpeski    |
| 30 | PO   | Wałentin Koczoski  |
| 34 | OB   | Fati Ismaili       |
| 36 | NA   | Ałen Jaszaroski    |
| 44 | OB   | Medin Bajrami      |
| 70 | NA   | Albin Ramadani     |
| 90 | PO   | Sikiru Olatunbosun |
| 99 | NA   | Bujar Hajdari      |

### Trenerzy
...
- 2022–15.06.2023:  Berat Imeri
- od 15.06.2023:  Miljan Radović

## Struktura klubu

### Stadion
Klub piłkarski rozgrywa swoje mecze domowe na stadionie Biljanini Izwori w Ochrydzie, który może pomieścić 3.980 widzów.

## Kibice i rywalizacja z innymi klubami

### Derby
- FK Ohrid
- FK Struga
- Karaorman Struga